# Kiss This
Kiss This es una recopilación del tipo "grandes éxitos" de la banda Sex Pistols, publicado en 1992. Cuenta con todas las canciones de Never Mind the Bollocks, Here's the Sex Pistols, intercaladas con sencillos y lados B.

## Lista de canciones
1. "Anarchy in the UK"
2. "God Save the Queen"
3. "Pretty Vacant"
4. "Holidays in the Sun"
5. "I Wanna Be Me"
6. "Did You No Wrong"
7. "No Fun"
8. "Satellite"
9. "Don't Give Me No Lip, Child"
10. "(I'm Not Your) Stepping Stone"
11. "Bodies"
12. "No Feelings"
13. "Liar"
14. "Problems"
15. "Seventeen"
16. "Submission"
17. "New York"
18. "EMI (Unlimited Edition)"
19. "My Way"
20. "Silly Thing*

- "Silly Thing" es una versión diferente de la aparecida en The Great Rock 'N' roll Swindle, es cantada por Steve Jones en lugar de Paul Cook.

- Datos: Q917915